# Jungensberg
Jungensberg (westallgäuerisch: Jungəschbərg) ist ein Gemeindeteil der bayerisch-schwäbischen Gemeinde Stiefenhofen im Landkreis Lindau (Bodensee).

## Geographie
Das Dorf liegt circa zwei Kilometer nordöstlich des Hauptorts Stiefenhofen und zählt zur Region Westallgäu. Westlich des Orts verlaufen die Obere Argen und die Bahnstrecke Buchloe–Lindau.

## Ortsname
Der Ortsname setzt sich aus dem Personennamen Jungmann bzw. Juman sowie dem Grundwort -berg zusammen und bedeutet (Siedlung bei) der Anhöhe des Juman/Jungmann.

## Geschichte
Jungensberg wurde erstmals im Jahr 1440 mit „Peter Schnyder von Jumansperg“ urkundlich erwähnt. 1771 fand die Vereinödung in Jungensberg mit 16 Teilnehmern statt. Der Ort gehörte einst der Herrschaft Hohenegg an – später der Gemeinde Harbatshofen, die 1972 in die Gemeinde Stiefenhofen aufging.